# Região de Planejamento do Flores
A Região de Planejamento do Flores é uma das 32 Regiões Administrativas do Estado do Maranhão. Localiza-se no centro leste do Estado e seu nome homenageia o Rio Flores, um dos principais da região principalmente na agricultura, devido à Barragem do Flores, localizada no município de Joselândia.
Dom Pedro é o município-sede da Região.

## Formação
A Região é formada por sete municípios:
- Capinzal do Norte
- Dom Pedro
- Gonçalves Dias
- Governador Archer
- Joselândia
- Santo Antônio dos Lopes
- São José dos Basílios